# Lijst van nummer 1-hits in de 3FM Mega Top 30 in 2021
Dit is de lijst van nummer 1-hits in de 3FM Mega Top 30 in 2021.
| Datum        | Artiest                                       | Titel                       |
| ------------ | --------------------------------------------- | --------------------------- |
| 2 januari    | Ofenbach & Quarterhead ft. Norma Jean Martine | Head Shoulders Knees & Toes |
| 9 januari    | Ofenbach & Quarterhead ft. Norma Jean Martine | Head Shoulders Knees & Toes |
| 16 januari   | Ofenbach & Quarterhead ft. Norma Jean Martine | Head Shoulders Knees & Toes |
| 23 januari   | Ofenbach & Quarterhead ft. Norma Jean Martine | Head Shoulders Knees & Toes |
| 30 januari   | Olivia Rodrigo                                | Drivers License             |
| 6 februari   | Olivia Rodrigo                                | Drivers License             |
| 13 februari  | Olivia Rodrigo                                | Drivers License             |
| 20 februari  | Purple Disco Machine & Sophie and the Giants  | Hypnotized                  |
| 27 februari  | Purple Disco Machine & Sophie and the Giants  | Hypnotized                  |
| 6 maart      | Purple Disco Machine & Sophie and the Giants  | Hypnotized                  |
| 13 maart     | Purple Disco Machine & Sophie and the Giants  | Hypnotized                  |
| 20 maart     | Purple Disco Machine & Sophie and the Giants  | Hypnotized                  |
| 27 maart     | Snelle & Maan                                 | Blijven slapen              |
| 3 april      | Snelle & Maan                                 | Blijven slapen              |
| 10 april     | Snelle & Maan                                 | Blijven slapen              |
| 17 april     | Snelle & Maan                                 | Blijven slapen              |
| 24 april     | Snelle & Maan                                 | Blijven slapen              |
| 1 mei        | Snelle & Maan                                 | Blijven slapen              |
| 8 mei        | Billie Eilish                                 | Your Power                  |
| 15 mei       | Coldplay                                      | Higher Power                |
| 22 mei       | Coldplay                                      | Higher Power                |
| 29 mei       | Olivia Rodrigo                                | good 4 u                    |
| 5 juni       | Olivia Rodrigo                                | good 4 u                    |
| 12 juni      | Måneskin                                      | Zitti e Buoni               |
| 19 juni      | Måneskin                                      | Zitti e Buoni               |
| 26 juni      | Måneskin                                      | Zitti e Buoni               |
| 3 juli       | Ed Sheeran                                    | Bad Habits                  |
| 10 juli      | Olivia Rodrigo                                | good 4 u                    |
| 17 juli      | Chef'Special                                  | Afraid of the Dark          |
| 24 juli      | Olivia Rodrigo                                | good 4 u                    |
| 31 juli      | The Kid Laroi, Justin Bieber                  | Stay                        |
| 7 augustus   | Ed Sheeran                                    | Bad Habits                  |
| 14 augustus  | The Weeknd                                    | Take My Breath              |
| 21 augustus  | The Weeknd                                    | Take My Breath              |
| 28 augustus  | The Weeknd                                    | Take My Breath              |
| 4 september  | Ed Sheeran                                    | Bad Habits                  |
| 11 september | Ed Sheeran                                    | Bad Habits                  |
| 18 september | Shouse                                        | Love Tonight                |
| 25 september | Kungs                                         | Never Going Home            |
| 2 oktober    | Ed Sheeran                                    | Shivers                     |
| 9 oktober    | Lil Nas X                                     | Thats What I Want           |
| 16 oktober   | Rondé                                         | Hard to Say Goodbye         |
| 23 oktober   | Adele                                         | Easy on Me                  |
| 30 oktober   | Rondé                                         | Hard to Say Goodbye         |
| 6 november   | Rondé                                         | Hard to Say Goodbye         |
| 13 november  | Rondé                                         | Hard to Say Goodbye         |
| 20 november  | Acraze feat. Cherish                          | Do It to It                 |
| 27 november  | Meau                                          | Dat heb jij gedaan          |
| 4 december   | Meau                                          | Dat heb jij gedaan          |
| 11 december  | Meau                                          | Dat heb jij gedaan          |
| 18 december  | Ed Sheeran & Elton John                       | Merry Christmas             |
| 25 december  | Ed Sheeran & Elton John                       | Merry Christmas             |

- Nederland (Top 40)
- Nederland (Single Top 100)
- Nederland (538 Top 50)
- Nederland (3FM Mega Top 30)
- Nederland (Outlaw 41)
- Nederland (Verrukkelijke 15)
- Nederland (Graadmeter)
- Vlaanderen (Radio 2 Top 30)
- Vlaanderen (Ultratop 50)
- Vlaanderen (Top 30 van Ultratop)
- Wallonië
- Australië
- Canada
- Denemarken
- Duitsland
- Ierland
- Nieuw-Zeeland
- Oostenrijk
- Polen
- Verenigd Koninkrijk
- Verenigde Staten (Hot 100)
- Zweden
- Zwitserland